# Pentatlenek dijodu
Pentatlenek dijodu, nazwa Stocka: tlenek jodu(V), I
2O
5 – nieorganiczny związek chemiczny z grupy tlenków, w którym jod występuje na V stopniu utlenienia. Wykorzystywany jest jako utleniacz, a także w chemii analitycznej do wykrywania i oznaczania tlenku węgla. Został odkryty niezależnie przez Josepha Louisa Gay-Lussaca i Humphrya Davy’ego w 1813 roku.

## Otrzymywanie
Pentatlenek dijodu otrzymuje się poprzez odwodnienie kwasu jodowego w temperaturze ponad 170 °C:
2HIO
3 → I
2O
5 + H
2O

## Właściwości
Pentatlenek dijodu jest najtrwalszy spośród tlenków fluorowców i jako jedyny tlenek w tej grupie ma dodatnie ciepło tworzenia (43 kcal/mol). Jest też jedynym tlenkiem fluorowca na V stopniu utlenienia oraz jedynym prostym tlenkiem jodu (pozostałe związki jodu z tlenem są związkami złożonymi i zawierają atomy jodu na różnych stopniach utlenienia).
Tworzy białe, higroskopijne kryształy, bardzo dobrze rozpuszczalne w wodzie. Rozpuszcza się w kwasie azotowym, natomiast jest nierozpuszczalny w etanolu, eterze dietylowym, węglowodorach, chloroformie i disiarczku węgla. Jest bezwodnikiem kwasu jodowego – w reakcji z wodą tworzy kwas jodowy:
I
2O
5 + H
2O → 2HIO
3
Podczas ogrzewania do temperatury ponad 270 °C, pentatlenek dijodu rozkłada się z wydzieleniem tlenu i jodu:
2I
2O
5 → 2I
2 + 5O
2
Jest silnym utleniaczem, co wykorzystywane jest w badaniu obecności tlenku węgla i jego zawartości (poprzez ilościowe utlenienie go do dwutlenku węgla z wydzieleniem jodu dającego się oznaczyć poprzez miareczkowanie roztworem tiosiarczanu sodu):
I
2O
5 + 5CO → I
2 + 5CO
2
Ten sam sposób znajduje zastosowanie przy usuwaniu tlenku węgla z powietrza.
Reaguje także z siarkowodorem tworząc dwutlenek siarki:
3I
2O
5 + 5H
2S → 3I
2 + 5SO
2 + 5H
2O
Utlenia także chlorowodór, wiele wodorków i soli metali.